# Hwang Sun-woo
Det här är en artikel om en person med koreanskt personnamn; Hwang är familjenamnet.
Hwang Sun-woo (koreanska: 황선우), född 21 maj 2003, är en sydkoreansk simmare.

## Karriär
Vid långbane-VM 2022 i Budapest tog Hwang silver på 200 meter frisim och noterade ett nytt sydkoreanskt rekord på tiden 1.44,47. Vid kortbane-VM 2022 i Melbourne försvarade han sitt guld på 200 meter frisim och noterade ett nytt mästerskaps- och asiatiskt rekord efter ett lopp på 1 minut och 39,72 sekunder.
Vid asiatiska spelen 2022 i Hangzhou, som arrangerades 2023, tog Hwang totalt sex medaljer. Individuellt tog han guld på 200 meter frisim och noterade ett nytt mästerskaps- och nationsrekord på 1.44,40 samt brons på 100 meter frisim. Han var även en del av Sydkoreas kapplag som tog guld på 4×200 meter frisim, silver på både 4×100 meter frisim och 4×100 meter medley samt brons på 4×100 meter mixad medley.
I februari 2024 vid VM i Doha tog Hwang guld på 200 meter frisim samt var en del av Sydkoreas kapplag som tog silver på 4×200 meter frisim.